# Tommaso Badia
Tommaso Badia OP (ur. 10 grudnia 1483 w Modenie, zm. 6 września 1547 w Rzymie) – włoski kardynał.

## Życiorys
Urodził się 10 grudnia 1483 roku w Modenie i w młodości wstąpił do zakonu dominikanów. Po przyjęciu święceń kapłańskich, został wykładowcą teologii w Ferrarze, Wenecji i Bolonii. Miał zostać przełożonym generalnym zakonu, jednak nie wybrano go, gdyż uważany był za zbyt rygorystycznego. Popierał powołanie Towarzystwa Jezusowego, a także uczestniczył w Sejmach Rzeszy w Wormacji i Ratyzbonie. 2 czerwca 1542 roku został kreowany kardynałem prezbiterem i otrzymał kościół tytularny San Silvestro in Capite. W 1542 roku został członkiem inkwizycji rzymskiej. Paweł III powołał go w skład komisji przygotowującej sobór trydencki. Badia odrzucił propozycję zostania arcybiskupem Urbino, podobnie jak kilku innych godności kościelnych. Zmarł 6 września 1547 roku w Rzymie.